# La Sella (Oristà)
La Sella és una masia d'Oristà (Lluçanès) inclosa a l'Inventari del Patrimoni Arquitectònic de Catalunya.

## Descripció
Masia de planta rectangular, composta per planta baixa i pis, amb teulada a dues vessants i desaigüe a la façana principal.
Murs de pedra irregular, a la façana trobem una llinda datada el 1711 i una altra datada el 1783.
Hi ha una antiga lliça ara en desús. Al costat de la casa hi ha una antiga cabana de pastor.
A la cuina hi ha una peça de pedra nummulítica a la que se li han fet tres orificis voltats de tres sortints amb la part de dalt plana. Cada orifici, circular, és el recipient per a col·locar el carbó encès. Les olles i les cassoles es posaven sobre els tres peus que envolten cada forat. Per tant, aquesta peça tenia tres fogons. Es conserva al seu lloc original a l'antiga cuina de la casa, muntada en un entrant de la paret.

## Història
Joan Sella és citat en el fogatge fet a Oristà el 1553. Es tracta d'una casa reedificada al llarg del segle xviii, la qual cosa modificà la seva tipologia.